# British Horse Society
 (mai 2016).
Pour les articles homonymes, voir BHS.
La British Horse Society (BHS) est un organisme de bienfaisance britannique créé le 5 novembre 1947. Il compte plus de 71 000 membres, dont 34 000 affiliés via un centre équestre, ce qui en fait la plus grosse organisation britannique en rapport ave les chevaux.